# Dmitri Gerasimenko
Dmitri Wladimirowitsch Gerasimenko (russisch Дмитрий Владимирович Герасименко, wiss. Transliteration Dmitrij Vladimirovič Gerasimenko; * 1. Oktober 1987 in Slatoust) ist ein ehemaliger russischer und heutiger serbischer Judoka und Samboka.

## Werdegang
Gerasimenko startete zu Beginn seiner aktiven Sportlerzeit vorrangig im Judo für Russland und gewann bei der Sommer-Universiade 2007 in Bangkok Bronze, bevor er zwei Jahre später bei der Sommer-Universiade 2009 in Belgrad den Titel über 90 kg holte sowie Silber mit dem Team gewann. 2006 und 2009 gewann er zudem Silber bei Russischen Meisterschaften im Judo.
Am 16. August 2011 nahm Gerasimenko die serbische Staatsbürgerschaft an, schloss sich dem RK Roter Stern Belgrad an und startet seitdem für Serbien im Judo sowie im Sambo. Bei den Olympischen Sommerspielen 2012 in London unterlag er in der zweiten Runde dem späteren Finalisten Asley González. In der ersten Runde gewann er noch gegen Kinapéya Koné von der Elfenbeinküste. 2012 und 2014 sicherte er sich zweimal den Vizemeistertitel bei den Serbischen Meisterschaften im Judo.
Bei den Sambo-Europameisterschaften 2018 in Athen gewann er in der Gewichtsklasse 90 kg die Bronzemedaille. Wenig später startete Gerasimenko in Budapest bei den Sambo-Weltmeisterschaften 2018 und gewann auch dort Bronze. Bei den Europaspielen 2019 in Minsk sicherte er sich in seiner Gewichtsklasse eine erneute Bronzemedaille.